# Лаури (Верона)
Лаури је насеље у Италији у округу Верона, региону Венето.
Према процени из 2011. у насељу је живело 24 становника. Насеље се налази на надморској висини од 105 м.